# Подоляк, Михаил Михайлович
Михаи́л Миха́йлович Подоля́к (укр. Михайло Михайлович Подоляк; род. 16 февраля 1972, Львов) — украинский политтехнолог, журналист, антикризисный менеджер. С апреля 2020 года — советник Андрея Ермака, руководителя Офиса президента Украины. Занимает 3-е место в рейтинге 100 самых влиятельных украинцев по версии журнала «Фокус».

## Биография

### Ранние годы и журналистская деятельность в Белоруссии
Детство Подоляк провёл во Львове и Нововолынске. С 1989 года жил в Белоруссии, окончил Минский медицинский институт.
В 1990-х годах Подоляк работал журналистом в изданиях «FM-бульвар», «Время», «Народная воля» и «Белорусская деловая газета».
В 2002 году против Подоляка подал иск глава Комитета госконтроля Беларуси Анатолий Тозик за публикацию «Конфиденциально» в оппозиционной газете «Наша свобода». В статье говорилось о том, что президент республики Александр Лукашенко «тормозит развитие российско-белорусского экономического сотрудничества», а также о непростых отношениях Анатолия Тозика с генпрокурором Виктором Шейманом. Председатель Комитета госконтроля заявил о клевете и запросил 120 000 $ в качестве компенсации морального вреда.
2 августа 2002 суд Московского района Минска удовлетворил иск, но постановил взыскать меньшую сумму, чем просил Тозик: с газеты — 54 000 $, а с Подоляка — 2700 $. В издании не было денег, чтобы оплатить штраф и продолжить работу, поэтому оно прекратило существование. Подоляк тогда высказал мнение, что иск — это «на скорую руку сделано политический заказ», а «результат судебного заседания был понятен с самого начала, поскольку генерал Тозик защищал честь и достоинство президента Беларуси Александра Лукашенко».

### Депортация из Белоруссии
В 2004 году Подоляк работал заместителем главного редактора в оппозиционной белорусской газете «Время». 21 июня к нему домой пришли сотрудники КГБ Беларуси по Минску и Минской области и дали полчаса на то, чтобы собрать вещи. Белорусские власти обвинили Подоляка в том, что его деятельность «противоречит интересам государственной безопасности», а материалы содержат «клеветнические измышления о реальном положении в стране, призывы к дестабилизации политической ситуации в Беларуси». Его депортировали на Украину и лишили права посещать Белоруссию в течение пяти лет.
Сам Подоляк причиной депортации называет свою статью о том, кто может заменить Лукашенко на должности президента Белоруссии. Известно, что решение о его высылке из страны было принято 16 июня, но самому журналисту его сообщили только в день депортации. «Ребята, которые решили меня отсюда отправить, наоборот, сделали доброе дело: до этого я всё-таки придерживался определённых рамок и не называл преступниками тех, кто формально по уголовным делам не проходит. Теперь я определённых людей могу назвать преступниками», — комментировал тогда ситуацию Подоляк.

### Журналистская деятельность на Украине
После депортации из Беларуси Подоляк продолжил работать журналистом на Украине.
В 2005 году он был главным редактором «Украинской газеты». В июне издание опубликовало его статью «Тайная вечеря»: она касалась отравления в 2004 году тогда ещё кандидата в президенты Виктора Ющенко. Материал представлял собой журналистское расследование, изложенное в художественной форме. В нём автор, опираясь на собственные источники, предположил, что за отравлением стояли близкие к Ющенко лица: заместитель руководителя штаба Блока «Наша Украина» Давид Жвания и министр транспорта и связи, член партии Ющенко Евгений Червоненко.
После этого в редакцию пришли следователи СБУ, чтобы узнать, будут ли в газете ещё выходить подобные материалы об отравлении Ющенко. Кроме того, Генпрокуратура вызвала Подоляка на допрос в качестве свидетеля по делу об отравлении. По словам самого журналиста, в течение 4 часов допроса его преимущественно спрашивали об источниках информации, которые он отказался называть. Также правоохранители пытались выяснить, кто заплатил за публикацию такой статьи. Подоляк утверждает, что заказчика не было, но из-за давления изданию не удалось опубликовать вторую часть расследования.
В 2006 году Подоляк начинает работать с информационным сайтом «Обозреватель».
В то же время он стал советником владельца издания — председателя Госкомитета по вопросам регуляторной политики и предпринимательства Михаила Бродского. С 1 декабря 2011 года Подоляк стал шеф-редактором «Обозревателя».
В июне 2011 года Подоляк был среди шести журналистов, которых впервые пригласили в «Межигорье» — резиденцию тогдашнего президента Украины Виктора Януковича. До этого движение «Стоп цензуре» призвало главу государства показать для СМИ свое имение, как он обещал ещё в 2010 году.
Приглашение в «Межигорье» также получили Савик Шустер, Евгений Киселёв, Александр Ткаченко, Игорь Гужва и Андрей Куликов. Подоляк в этой компании был наиболее непубличным лицом, поэтому появились слухи, что его пригласили потому, что он консультировал главу Администрации президента — Сергея Лёвочкина. По словам Лёвочкина, он не сотрудничал с Подоляком как с технологом. Сам Подоляк объяснил принцип отбора шести журналистов иначе: «Это четверо ведущих политических ток-шоу, одна большая ежедневная газета, в данном случае это была газета „Сегодня“, и один большой по охвату аудитории сайт — „Обозреватель“». Пресс-секретарь Януковича Дарья Чепак тогда отмечала, что представителей прессы выбирали по рейтингам их СМИ: «Мы исходили из рейтингов. В интернете есть несколько рейтингов. Сейчас мы решили остановиться на „Обозревателе“. В следующий раз это может быть „Украинская правда“, почему нет?».

### Деятельность как политтехнолога
В 2006 году Подоляк открыл консалтинговую компанию, которая занималась «репутационным менеджментом» и «работой с конфликтами». Клиентами фирмы были преимущественно политики из Украины, Белоруссии и России.
«Мой профиль включает работу с конфликтом той или иной сложности, а в этой работе есть разные компоненты — юридические, силовые, переговорные и, в какой-то части, медийные», — рассказывал Подоляк о своей деятельности.
Подоляку приписывают работу на Юрия Иванющенко — политика и бизнесмена, которого СМИ называют донбасским криминальным авторитетом «Юрой Енакиевским», приближенным к Виктору Януковичу. В 2011 году Подоляк был одним из спикеров на пресс-конференции, посвящённой доказательствам того, что Иванющенко никогда не привлекался к уголовной ответственности и не был причастен к криминалитету. В частности, они опирались на справку от МВД и книгу бывшего главы МВД Юрия Луценко «Донецкая мафия», в которой не фигурировала фамилия Иванющенко. По мнению участников пресс-конференции, регулярные публикации о принадлежности Иванющенко к криминальному миру носили заказной характер.
Во время парламентских выборов 2012 года СМИ называли Подоляка «смотрящим» от Сергея Лёвочкина по киевским округам. В том числе он работал с кандидатом в народные депутаты по скандальному мажоритарному округу № 223 (Киев, Шевченковский район) Виктор Пилипишин. В округе не смогли с первого раза установить результаты выборов и в декабре 2013 года провели перевыборы. Пилипишин в конце концов победил и стал депутатом Верховной Рады.
В 2015 году Подоляк был консультантом кандидата в мэры Киева Сергея Думчева. Тогда никому не известный кандидат заполонил столицу своей рекламой и смог получить на выборах 3,92 % голосов. Подоляк был автором идеи сделать носорога, как «бескомпромиссное животное» тотемом партии Думчева «Движение за реформы». На предвыборную кампанию было потрачено более 100 млн гривен.
По данным СМИ, в 2015 году Подоляк мог вести переговоры о сотрудничестве с представителями команды пятого президента Петра Порошенко: председателем его Администрации Борисом Ложкиным и заместителем председателя фракции БПП Сергеем Березенко. Сам Подоляк это опровергает и объясняет, что «стилистика работы команды Порошенко ему чужда». Одновременно с Березенко и некоторыми другими соратниками Порошенко он был в хороших отношениях: «С другой стороны, наряду с крайне плохими людьми в его близком кругу, там периодически появлялись вполне адекватные ребята с хорошим управленческим потенциалом. С частью из них у меня были и остаются хорошие отношения».

### Работа в Офисе президента Украины
В начале апреля 2020 года Подоляк стал советником руководителя Офиса президента Андрея Ермака и «антикризисным менеджером» ОПУ. Свое решение присоединиться к Офису президента Подоляк объяснил желанием строить «эффективное, компактное, но жёсткое государство».
Свои задачи в ОПУ он описывает как «оценка кризисов, качественное управление новостными и разъясняющими коммуникациями, большая открытость спикеров, увеличение числа контактов государства с журналистами, в том числе по конфликтным кейсам». Главной проблемой бывшей коммуникационной команды Офиса технолог считает «тактику немоты», которая в итоге «привела к самоизоляции».
Подоляк контролирует информационную политику Офиса президента и консультирует непосредственно Владимира Зеленского. Кроме того, он «готовит» к эфирам в СМИ министров украинского правительства, чтобы их тезисы были скоординированы с содержанием, которые продвигает президент.
По словам Подоляка, в должности ему удалось перестроить работу информационного департамента таким образом, чтобы «практически постоянно находиться на связи с журналистами»: «Мы с журналистами очень открыты. Можно любой вопрос задать, если он в нашей компетенции, если нет — пытаемся помочь. Потому что открытость — это основа основ. Президент точно так же считает. Он всё время говорит: „Ребята, я готов разговаривать, давайте обсуждать“, — но президент хочет, чтобы журналисты были компетентны и профессиональны, не задавали вопросы, которые к его компетенции не относятся».
С 28 февраля 2022 года — одна из ключевых фигур на российско-украинских переговорах по урегулированию кризиса между государствами.

## Публичные заявления
Подоляк выступает от имени Зеленского в качестве одного из спикеров ОП. Так, в частности после выхода статьи Дмитрия Медведева в издании «Коммерсантъ» про Украину, Подоляк заявил, что считает «крайне странным, неуместным, неактуальным» текст статьи и отметил, что «выпавший из актуальной политической повестки» дня Медведев «не приглашался к разговору об организации переговоров между президентами Украины и России».
В интервью изданию «Крым. Реалии» 5 апреля 2023 года заявил: «Мы точно, за очень короткое время, с исторической точки зрения это очень мало шесть месяцев, или пять, или семь месяцев, мы будем находиться в Крыму».

## Признание
Командор ордена Великого князя Литовского Гядиминаса (14 февраля 2023 года, Литва)

3-е место в рейтинге 100 самых влиятельных украинцев по версии журнала «Фокус» в 2020 году:
Работать в Офис Подоляк пришёл весной. Его назначали заниматься медийным сектором — выстраивать отношения со СМИ не только для Андрея Ермака, но и президента. За полгода работы Подоляку удалось из малоизвестного советника превратиться в главного спикера ОП. Он охотно раздаёт комментарии, критикует оппозицию и даже некоторых членов команды Зеленского, не стесняясь в подборе эпитетов, и напрямую общается с министрами, давая рекомендации по работе. Считается, что политик стал едва ли не главным человеком в ОП, через которого можно решить вопросы с руководством президентского офиса.

## Личная жизнь
Женат на Марии Подоляк (Дамаскиной). У супругов 2 сына и дочь.
Старший брат Подоляка — Владимир (1965—2024), был гражданином России, где проживал с 1987 года, и по данным СМИ был полковником ФСБ. Подоляк не отрицал службу своего брата в российских спецслужбах, однако заявил, что тот по состоянию на 2021 год уже давно находился на пенсии.